# Кувейт на літніх Олімпійських іграх 1968
Кувейт брав участь у Літніх Олімпійських іграх 1968 року у Мехіко (Мексика) уперше за свою історію, але не завоював жодної медалі.